# Epidendrum propinquum
Epidendrum propinquum är en orkidéart som beskrevs av Achille Richard och Henri Guillaume Galeotti. Epidendrum propinquum ingår i släktet Epidendrum och familjen orkidéer. Inga underarter finns listade i Catalogue of Life.
Epidendrum propinquum finns i centrala och södra Mexiko, Guatemala, Honduras och El Salvador i molnskogar på höjder från 500 till 2700 meter. Blommorna är lätt doftande.